# Odeski Narodowy Uniwersytet Morski
Odeski Narodowy Uniwersytet Morski (ukr. Одеський національний морський університет) – ukraiński uniwersytet techniczny mieszczący się w Odessie. 

## Historia
Odeski Narodowy Uniwersytet Morski został założony w 1930. Powstanie uczelni było odpowiedzią na rosnące potrzeby gospodarki ZSRR, szczególnie w zakresie rozwoju sieci transportu wodnego, w tym transportu rzecznego i morskiego, a także przewozów ładunków wewnętrznych i zewnętrznych.
Decyzja o założeniu instytutu zapadła 9 stycznia 1930 podczas konferencji Narodowego Komisarza Kolei Ukraińskiej Socjalistycznej Ludowej Republiki, a w kwietniu tego samego roku specjalna narada podjęła dalsze kroki w tej sprawie. Do grona osób, które odegrały kluczową rolę w tworzeniu instytutu, należeli m.in. przedstawiciele Centralnego Zarządu Kadr NKSZ, dyrektor Odeskiego Politechnicznego Instytutu, a także profesorzy z tego samego uniwersytetu, którzy stali się fundamentami nowego instytutu.
Instytut początkowo nosił nazwę Odeskiego Instytutu Inżynierów Transportu Wodnego (OІІВТ) i składał się z trzech wydziałów: mechaniki okrętowej, hydrotechniki oraz eksploatacji. Inauguracja zajęć miała miejsce 15 maja 1930.
Z biegiem lat uczelnia rozwijała się, zmieniała nazwy, ale jej głównym celem pozostało kształcenie specjalistów w zakresie transportu wodnego, budownictwa okrętowego oraz inżynierii morskiej. 